# Morgan Northrop
Morgan Northrop (* 16. April 1994 in Haymarket, Virginia) ist eine US-amerikanische Freestyle-Skierin. Sie ist auf die Disziplin Aerials (Springen) spezialisiert.

## Werdegang
Northrop startete im Februar 2013 in Lake Placid erstmals im Nor-Am-Cup und belegte dabei die Plätze zehn und sechs. Bei den Juniorenweltmeisterschaften 2013 in Chiesa in Valmalenco sprang sie auf den neunten Platz. Ihr Debüt im Weltcup hatte sie im Januar 2014 im Deer Valley Resort, das sie auf dem 31. Platz beendete. Im März 2018 wurde sie in Park City US-amerikanische Meisterin. In der Saison 2018/19 kam sie im Weltcup zweimal unter die ersten Zehn und errang damit den 12. Platz im Aerials-Weltcup. Beim Saisonhöhepunkt, den Weltmeisterschaften 2019 in Park City, belegte sie den 12. Platz.

## Erfolge

### Weltmeisterschaften
- Park City 2019: 12. Aerials

### Weltcupwertungen
| Saison  | Gesamt | Gesamt | Aerials | Aerials |
| Saison  | Platz  | Punkte | Platz   | Punkte  |
| ------- | ------ | ------ | ------- | ------- |
| 2013/14 | 213.   | 1      | 39.     | 6       |
| 2015/16 | 83.    | 13,17  | 19.     | 79      |
| 2016/17 | 187.   | 1,43   | 38.     | 10      |
| 2017/18 | 121.   | 9      | 24.     | 54      |
| 2018/19 | 57.    | 21,4   | 12.     | 107     |
| 2019/20 | 165.   | 2      | 32.     | 14      |

### Weitere Erfolge
- US-amerikanischer Meistertitel (2018)